# Harness Tracks of America Trainer of the Year
Harness Tracks of America Trainer of the Year är en årlig utmärkelse inom nordamerikansk travsport instiftad 1968. Utmärkelsen baseras på olika poäng (från 25 ned till 1) för inkörda pengar, vunna lopp och Universal Driver Rating. En 25 poäng bonus delas ut till den person som hamnar i topp 25 i alla tre kategorierna.
Det är ett av de svåraste och mest prestigefyllda utmärkelserna att vinna i Nordamerikansk travsport.
Svenskarna Sören Nordin, Per K. Eriksson, Jimmy Takter och Nancy Takter har fått utmärkelsen. Nancy Takter och Linda Toscano är de enda kvinnorna som fått utmärkelsen.
Kuskarnas motsvarighet till priset heter Harness Tracks of America Driver of the Year.

## Vinnare
- 2020: Nancy Takter
- 2019: Marcus Melander
- 2018: Ron Burke
- 2017: Brian Brown
- 2016: Jimmy Takter
- 2015: Jimmy Takter
- 2014: Jimmy Takter
- 2013: Ron Burke
- 2012: Linda Toscano
- 2011: Ron Burke
- 2010: Jimmy Takter
- 2009: Gregory Peck
- 2008: Ray Schnittker
- 2007: Steve Elliott
- 2006: Mickey Burke
- 2005: Erv Miller
- 2004: Trond Smedshammer
- 2003: Ivan Sugg
- 2002: Jim Doherty
- 2001: Bob McIntosh
- 2000: Mark Ford / Jimmy Takter
- 1999: Ron Gurfein
- 1998: Brett Pelling
- 1997: Bill Wellwood
- 1996: Jimmy Takter
- 1995: Joe Holloway
- 1994: Carl Allen
- 1993: Bill Robinson
- 1992: Bob McIntosh
- 1991: Per K. Eriksson
- 1990: Gene Riegle / Bruce Nickells
- 1989: Dick Stillings / Harry Poulton
- 1988: Steve Elliott
- 1987: Chuck Sylvester
- 1986: Sören Nordin
- 1985: Chuck Sylvester